# Белово (железопътна гара)
Вижте пояснителната страница за други значения на Белово.
Гара Белово е железопътна гара в гр. Белово, община Белово, област Пазарджик.

## Свързани линии
- Железопътна линия 1 (Калотина - Белово - Свиленград)